# Copa Adrián C. Escobar 1949
La Copa Adrián C. Escobar 1949 constituye la séptima y última edición de este particular torneo relámpago, organizado por AFA.
Disputado a final de temporada, contaba con la particularidad de que los partidos duraban 40 minutos, distribuidos en dos tiempos de 20 minutos. En caso de empate, se disputaban dos tiempos extra de 10 minutos cada uno, y si persistía, se clasificaba aquel equipo con mayor cantidad de tiros de esquina a favor, propiciando que los mismos sean celebrados como "goles" por parte del público espectador. Los equipos participantes, podían llegar a disputar hasta dos encuentros en un mismo día.
Participaron en ella, los siete primeros equipos de la tabla de posiciones del torneo oficial de Primera División de 1949. Racing Club, por ser el último campeón de la liga, entraba directamente en semifinales. Todos los partidos de los cuartos de final fueron disputados en el Estadio Tomás Adolfo Ducó de Huracán. Las semifinales y la final se realizó en el Estadio de Independiente.
Newell's Old Boys en los tres cotejos que disputó en la Copa Escobar de 1949 presentó el mismo equipo: Eusebio Chamorro; Atilio José Miotti y Héctor E. Pérez; Orlando José Peloso, Juan Bautista Romo y Roberto José Puisegur; Raúl Osvaldo Contini, Juan Armando Benavídez, Heraldo Antonio Taveri, Elio Rubén Montaño y Marcelo Víctor Ortigüela.
Finalmente, Newell's Old Boys se consagraría campeón al empatar 2 a 2 con Racing Club, pero teniendo mayor cantidad de córneres a favor, obteniendo su primer título en la competición.

## Sistema de disputa
Los primeros 7 equipos del Campeonato de Primera División, se enfrentaron en un heptagonal, a través de un sistema de eliminación directa.
Se jugaron partidos de 40 minutos, con la particularidad de que, en caso de empate al transcurrir el alargue, se clasificaba aquel equipo con mayor cantidad de tiros de esquina a favor.
Racing Club avanzó directamente a semifinales por ser el último campeón de Primera División.

## Equipos
| Equipo                               | Clasificación                                       | Ciudad       |
| ------------------------------------ | --------------------------------------------------- | ------------ |
| Racing Club                          | 1° lugar del Campeonato de Primera División de 1949 | Avellaneda   |
| Club Atlético River Plate            | 2° lugar del Campeonato de Primera División de 1949 | Buenos Aires |
| Club Atlético Platense               | 3° lugar del Campeonato de Primera División de 1949 | Florida      |
| Club Atlético San Lorenzo de Almagro | 4° lugar del Campeonato de Primera División de 1949 | Buenos Aires |
| Club Atlético Newell's Old Boys      | 5° lugar del Campeonato de Primera División de 1949 | Rosario      |
| Club Estudiantes de La Plata         | 6° lugar del Campeonato de Primera División de 1949 | La Plata     |
| Club Atlético Vélez Sarsfield        | 7° lugar del Campeonato de Primera División de 1949 | Buenos Aires |

## Desarrollo
|  | Cuartos de final | Cuartos de final  | Cuartos de final |                 |                   | Semifinal         | Semifinal       | Semifinal       |  |                   | Final             | Final           | Final           |  |
|  | 9 de diciembre   | 9 de diciembre    | 9 de diciembre   |                 |                   | 10 de diciembre   | 10 de diciembre | 10 de diciembre |  |                   | 10 de diciembre   | 10 de diciembre | 10 de diciembre |  |
|  |                  |                   |                  |                 |                   |                   |                 |                 |  |                   |                   |                 |                 |  |
|  |                  |                   |                  |                 |                   |                   |                 |                 |  |                   |                   |                 |                 |  |
|  | 1                | Newell's Old Boys | 2                |                 |                   |                   |                 |                 |  |                   |                   |                 |                 |  |
|  | 1                | Newell's Old Boys | 2                |                 |                   |                   |                 |                 |  |                   |                   |                 |                 |  |
|  | 8                | San Lorenzo       | 1                |                 |                   |                   |                 |                 |  |                   |                   |                 |                 |  |
|  | 8                | San Lorenzo       | 1                |                 | Newell's Old Boys | Newell's Old Boys | 1               |                 |  |                   |                   |                 |                 |  |
|  |                  |                   |                  |                 | Newell's Old Boys | Newell's Old Boys | 1               |                 |  |                   |                   |                 |                 |  |
|  |                  |                   | Vélez Sarsfield  | Vélez Sarsfield | 0                 |                   |                 |                 |  |                   |                   |                 |                 |  |
|  | 5                | Vélez Sarsfield   | Vélez Sarsfield  | Vélez Sarsfield | 0                 | 1                 |                 |                 |  |                   |                   |                 |                 |  |
|  | 5                | Vélez Sarsfield   |                  |                 |                   |                   |                 |                 |  |                   |                   |                 |                 |  |
|  | 4                | Platense          | 0                |                 |                   |                   |                 |                 |  |                   |                   |                 |                 |  |
|  | 4                | Platense          | 0                |                 |                   |                   |                 |                 |  | Newell's Old Boys | Newell's Old Boys | 2 (4)           |                 |  |
|  |                  |                   |                  |                 |                   |                   |                 |                 |  | Newell's Old Boys | Newell's Old Boys | 2 (4)           |                 |  |
|  |                  |                   | Racing Club      | Racing Club     | 2 (2)             |                   |                 |                 |  |                   |                   |                 |                 |  |
|  | 3                | River Plate       | Racing Club      | Racing Club     | 2 (2)             | 0 (8)             |                 |                 |  |                   |                   |                 |                 |  |
|  | 3                | River Plate       |                  |                 |                   |                   |                 |                 |  |                   |                   |                 |                 |  |
|  | 6                | Estudiantes (LP)  | 0 (1)            |                 |                   |                   |                 |                 |  |                   |                   |                 |                 |  |
|  | 6                | Estudiantes (LP)  | 0 (1)            |                 | River Plate       | River Plate       | 1               |                 |  |                   |                   |                 |                 |  |
|  |                  |                   |                  |                 | River Plate       | River Plate       | 1               |                 |  |                   |                   |                 |                 |  |
|  |                  |                   | Racing Club      | Racing Club     | 3                 |                   |                 |                 |  |                   |                   |                 |                 |  |
|  | 7                | -                 | Racing Club      | Racing Club     | 3                 | N/D               |                 |                 |  |                   |                   |                 |                 |  |
|  | 7                | -                 |                  |                 |                   |                   |                 |                 |  |                   |                   |                 |                 |  |
|  | 2                | Racing Club       | N/D              |                 |                   |                   |                 |                 |  |                   |                   |                 |                 |  |
|  | 2                | Racing Club       | N/D              |                 |                   |                   |                 |                 |  |                   |                   |                 |                 |  |
|  |                  |                   |                  |                 |                   |                   |                 |                 |  |                   |                   |                 |                 |  |

## Final
| 10 de diciembre de 1949                                                               | Racing Club             | 2:2 | Newell's Old Boys                    | Estadio La Doble Visera, Avellaneda                       |                                                           |
|                                                                                       | PT: Sued 2' · Bravo 16' |     | PT: Ortigüela 19' · ST: Benavídez 9' | Asistencia: 40.000 espectadores Árbitro(s): Harry Hartles | Asistencia: 40.000 espectadores Árbitro(s): Harry Hartles |
| Newell's Old Boys ganó el torneo por tener 4 corners a favor contra 2 de Racing Club. |                         |     |                                      |                                                           |                                                           |

| Uniformes   | Uniformes         |
| ----------- | ----------------- |
| Racing Club | Newell's Old Boys |

| Campeón Newell's Old Boys 1.er título |

| Predecesor: 1944 Campeón: Estudiantes (LP) | VII Copa Adrián C. Escobar 1949 Campeón: Newell's | Sucesor: - |